# Na lajcie
Na lajcie – dwudziesty drugi album zespołu Boys wydany w grudniu 2007 roku w firmie fonograficznej Green Star.

## Lista utworów
1. "Będę myślał o tobie"- 3:47 (Muzyka i słowa: Marcin Miller)
2. "Niebo w gębie"- 4:05 (Muzyka i słowa: Marcin Miller)
3. "Dobrze wiem"- 4:12 (Muzyka i słowa: Marcin Miller)
4. "Będzie dobrze"- 3:34 (Muzyka i słowa: Marcin Miller)
5. "Krótka historia o miłości"- 5:17 (Muzyka i słowa: Marcin Miller)
6. "Jeszcze jeden pocałunek"- 3:04 (Muzyka i słowa: Marcin Miller)
7. "Dlaczego" (DJ Seba Remix)-  3:35 (Muzyka i słowa: Marcin Miller)
8. "Dawaj z nami"- 4:11 (Muzyka i słowa: Marcin Miller)
9. "Szalona" (DJ Velu Remix)- 3:42 (Muzyka: Janusz Konopla; Słowa: Marcin Miller)
10. "Jesteś a nie ma cię"- 3:22 (Muzyka i słowa: Marcin Miller)
11. "Ale numer" (Vanfire Remix)- 4:29 (Muzyka i słowa: Marcin Miller)
12. "Bujajcie z nami"- 3:37 (Muzyka i słowa: Marcin Miller)
13. "My w koszarach"- 3:18 (Muzyka i słowa: twórcy ludowi)
14. "Miłość na przystanku"- 3:46 (Muzyka i słowa: Marcin Miller)
15. "Jump" (DJ Aquaz Remix)- 0:19 (Muzyka i słowa: Marcin Miller)

## Aranżacje utworów
- Rafał Bień (Sky Dee Joy) - 1, 2, 4, 10, 12, 14
- Robert Krużyński vel. Kruszewski (DJ VELU) - 9
- Piotr Kiełczykowski (VanFire) - 11,5